# Chile nos Jogos Olímpicos de Inverno de 1952
O Chile competiu nos Jogos Olímpicos de Inverno de 1952 em Oslo, Noruega.